# Hemiphyllodactylus cattien
Thạch sùng dẹp Cát Tiên (tên khoa học: Hemiphyllodactylus cattien) là một loài tắc kè đặc hữu được tìm thấy năm 2023, trong khu rừng khộp nguyên sinh của Vườn quốc gia Cát Tiên, Việt Nam. Đây là loài thứ tám thuộc chi Hemiphyllodactylus được mô tả ở Việt Nam.

## Môi trường sống và mô tả
Hemiphyllodactylus cattien dài khoảng 35mm và có thể phân biệt được bằng móng vuốt "không có vỏ bọc" và đầu hình tam giác ở mặt sau; cơ thể có màu xám với các đốm màu nâu sẫm và trắng. Chúng được mô tả là "loài còn nhiều bí ẩn và rất khó bắt gặp".
Chúng có quan hệ gần gũi nhưng có ít vảy lưng hơn với H. indosobrinus ở Lào, và nhiều vảy hơn H. flaviventris ở Thái Lan. Loài này được coi là không phổ biến trong số các loài thạch sùng dẹp vì nơi chúng sinh sống là ở vùng đất thấp của rừng nhiệt đới theo mùa chứ không phải trên núi.